# Dolphin
Dolphin je správce souborů pro KDE. Jedná se o výchozí správce souborů ve verzi KDE 4, ale může být volitelně nainstalován i do KDE 3. Ve verzi KDE 4 nahradil jakožto výchozí správce souborů Konqueror, který ale stále zůstal výchozím webovým prohlížečem a může být použit jako alternativní správce souborů pokročilejšími uživateli.
V předcházejících verzích KDE (před KDE 4) sloužil Konqueror jako výchozí správce souborů i webový prohlížeč. Avšak mnoho uživatelů jej kritizovalo za to, že je příliš komplexní pro jednoduchou navigaci v souborech. Jako odpověď na tuto kritiku byly funkce správce souborů a webového prohlížeče rozděleny do dvou oddělených aplikací. Od verze KDE 4 je pro správu souborů určen Dolphin s tím, že sdílí co nejvíce kódu s Konquerorem. Vývoj Konqueroru stále pokračuje a to primárně jako webového prohlížeče.

## Dolphin a KDE 3
Vývoj pro verzi KDE 3 byl oficiálně zastaven (vyvíjí se jen pro KDE4). Nicméně vývoj verze pro KDE 3 pokračuje neoficiálně a to s mírně pozměněným jménem „D3lphin“. V D3lphinu bylo oproti poslední oficiální verzi pro KDE 3 opraveno mnoho chyb a přibyl nový postranní panel. D3lphin je udržován vývojářem Marcel Juhnke.

## Rysy
- navigační lišta typu breadcrumb (každá část URL adresy je „klikatelná“)
- 3 módy zobrazení (ikony, detaily a náhled), pamatuje si pro každou složku
- rozdělené pohledy (pro kopírování s přesouvání souborů)
- používá KIO slaves (síťová transparentnost)
- funkce zpět/znovu
- přejmenování více souborů najednou